# Нурксе, Деннис
Деннис Нурксе (англ. Dennis Nurkse; публикуется обычно за подписью D. Nurkse; род. 1949) — американский поэт эстонского происхождения, дважды лауреат Национального фонда поддержки искусства (National Endowment for the Arts). Сын экономиста Рагнара Нурксе. Живёт в Нью-Йорке.
Специалист в области прав человека, в особенности прав ребёнка, автор многих публикаций по этим темам, в том числе монографии «В духе мира: Общее введение в проблему прав ребёнка» (англ. In the Spirit of Peace: A Global Introduction to Children's Rights; 1990). Сотрудничает с Международной Амнистией и другими правозащитными организациями.
Автор восьми книг стихов. Преподавал литературное мастерство в университетах Нью-Йорка и Майами, а также на курсах для заключённых.

## Книги стихов
- A Night in Brooklyn. — NY: Knopf, 2012.
- The Border Kingdom. — NY: Knopf, 2008.
- Burnt Island. — NY: Knopf, 2005.
- The Fall. — NY: Knopf, 2003.
- The Rules of Paradise. — Four Way Books, 2001.
- Leaving Xaia. — Four Way Books, 2000,
- Voices Over Water. — Four Way Books, 1996.
- Staggered Lights. — Owl Creek Press, 1990.
- The Shadow Wars. — Hanging Loose Press, 1988.